# Beretinec
Beretinec è un comune della Croazia di 2 288 abitanti della regione di Varaždin.